# Erquinvillers
Erquinvillers è un comune francese di 161 abitanti situato nel dipartimento dell'Oise della regione dell'Alta Francia.

## Società

### Evoluzione demografica
Abitanti censiti